# پریسیلا پرسلی
پریسیلا آن پرسلی (انگلیسی: Priscilla Ann Presley؛ نام خانوادگی پیش از ازدواج واگنر و پیش‌تر بیولیو؛ زادهٔ ۲۴ مه ۱۹۴۵) خوداشتغال و بازیگر آمریکایی است. او همسر پیشین خواننده آمریکایی درگذشته، الویس پرسلی، و همچنین یکی از بنیان‌گذاران و رئیس پیشین الویس پرسلی اینترپرایز است، شرکتی که گریس‌لند را به یکی از برترین جاذبه‌های گردشگری ایالات متحده تبدیل کرد. پرسلی در دوران بازیگری خود با لسلی نیلسن در سه فیلم سلاح عریان همبازی شد و نقش جنا وید را در مجموعهٔ تلویزیونی دالاس بازی کرد.

## زندگی
پریسیلا آن واگنر در ۲۴ مه ۱۹۴۵ در بیمارستان نیروی دریایی در بروکلین متولد شد. پدربزرگ مادری او، آلبرت هنری آیورسن (۱۸۹۹–۱۹۷۱)، در ایگرسوند، نروژ به دنیا آمد. او به ایالات متحده مهاجرت کرد و در آنجا با لورین دیویس (۱۹۰۳–۱۹۸۴) که تبار اسکاتلندی-ایرلندی و انگلیسی بود پس از هشت سال رابطه عاشقانه در لاس وگاس، نوادا ازدواج کرد. تنها دختر آنها آنا لیلیان آیورسن (۱۹۲۶–۲۰۲۱) بود که بعدها نامش به آن تغییر یافت. او در ۱۹ سالگی پریسیلا را به دنیا آورد.
پدر بیولوژیکی پریسیلا خلبان نیروی دریایی ایالات متحده جیمز فردریک واگنر (۱۹۲۱–۱۹۴۵)، پسر کاترین (۱۹۰۱–۱۹۹۵) و هارولد واگنر (۱۸۹۷–۱۹۵۸) از شهر چری تری، پنسیلوانیا بود. در ۲۳ سالگی در ۱۰ اوت ۱۹۴۴ با مادر پریسیلا، آن، ازدواج کرد. آنها بیش از سه سال با هم قرار ملاقات داشتند. هنگامی که پریسیلا شش‌ماهه بود، واگنر در یک سانحه هوایی درگذشت.

## فیلم‌شناسی
- سلاح عریان: پرونده‌های جوخه پلیس!
- سلاح عریان دو و یک‌دوم: بوی ترس
- سلاح عریان سی و سه و یک‌سوم: آخرین اهانت
- عشق ابدی است